# نعیم پوپل
نعیم پوپل (پشتو/دری: نعیم پوپل) (زادهٔ ۱۸ ژوئن ۱۹۵۴) خواننده، ترانه‌سرا و آهنگساز افغان است. وی در سال ۲۰۰۶ پس از ۳۰ سال تبعید برای کنسرت سال نو به افغانستان بازگشت. 

## زندگینامه
نعیم پوپل در ۱۸ جون ۱۹۵۴ در یک خانواده پوپل‌زای در ولسوالی دمازنگ کابل، افغانستان به دنیا آمد. پدرش سید احمد در وزارت نیرو کار می‌کرد و مادرش رابعه وظایف خانه را بر عهده داشت. او فرزند وسط پنج برادر و چهار خواهر است. اشتیاق او به موسیقی از ۹ سالگی شروع شد و در آنجا شروع به خواندن و نواختن هارمونیوم برای دوستان و همکلاسی‌هایش کرد. خواهر ناتنی‌اش در آن زمان از او حمایت زیادی کرد تا حرفه موسیقی خود را بسازد. او در دبیرستان‌های حبیبیه و شاهی دو شمشره تحصیل کرد. در شاهی دو شمشرا، او گروهی به نام «لالاها» (لاله‌ها) راه اندازی کرد. این نام برگرفته از یک فیلم فرانسوی در سال ۱۹۶۳ با بازی آلن دلون است که نعیم در جوانی او را بسیار تحسین می‌کرد. این گروه متشکل از سامی خلوقی نوازنده درام، ناظر بلوچ گیتار باس، وکیل رئوفی نوازنده گیتار لید و نعیم به عنوان خواننده و نوازنده کیبورد بود. این گروه در میان جوانان کابل به شهرت رسید و کنسرت‌های زیادی در کابل، مزاری شریف و جلال آباد برگزار کرد. در نهایت، نعیم می‌خواست به عنوان یک هنرمند انفرادی شروع به کار کند و برای یک حرفه بالقوه به رادیو کابل نزدیک شد.
نعیم در سن ۱۸ سالگی برای تست صدا وارد رادیو کابل شد. مدیران استودیو تحت تأثیر ظاهر خوب و دامنه صدای ملایم و مسحورکننده او قرار گرفتند. بلافاصله از او خواستند که نوازندگان بیاورد و چند تک آهنگ ضبط کند. نعیم در تابستان ۱۹۷۲ اولین تک آهنگ خود را با نام «لیلا نوروز است» منتشر کرد. این آهنگ به یک کلاسیک فوری تبدیل شد و نعیم جوان را به عنوان یک نام آشنا معرفی کرد. در همان زمان، او به عنوان تکنسین صدا در افغان فیلم در کنار احمد ظاهر کار می کرد که او نیز یک خواننده با استعداد بود و تأثیر زیادی بر روحیه هنری نعیم داشت. نعیم همچنین در رادیو کابل به‌عنوان تهیه‌کننده یکی از برنامه‌های بازی محبوب آنها، مسابقه ذهنی، کار می‌کرد. نعیم هنگام ضبط در رادیو کابل، تک‌آهنگ‌های زیادی را منتشر کرد که در مجموعه‌های منتشر شده توسط لیبل‌های موسیقی آریانا و افغان موزیک به نمایش درآمد. ترانه های به یاد ماندنی این دوره، «مردی تنها» و «سیمین بری گل» هستند که توانایی‌های نعیم در خوانندگی را برجسته می‌کند. نعیم با رونق کار موسیقی خود شروع به تیتراژ در جشنواره‌های مختلف و اجرای کنسرت در سراسر افغانستان کرد.
در سال ۱۹۷۵، نعیم در کشور مادری خود به موقعیت یک سوپراستار رسیده بود و تلاش می‌کرد تا حرفه خود را به سطح بعدی گسترش دهد. در نتیجه او تصمیم گرفت کابل را به مقصد صحنه موسیقی پر رونق ایران ترک کند. وقتی نعیم به تهران رسید، با دوست صمیمی خود خلیل راغب ملاقات کرد. آنها با هم شروع به نواختن موسیقی در کنسرت ها و جشنواره‌های کوچک در تهران و مشهد کردند. نعیم در ایران به یک سوپراستار تبدیل شد و در کنار بسیاری از خوانندگان نخبه آن زمان مانند گوگوش، داریوش، ابی و بسیاری دیگر مورد توجه قرار گرفت. او در این دوران با خلیل راغب دو نوار ضبط کرد. آنها به نوبت در هر دو نوار آهنگ می‌خواندند و آهنگ می‌ساختند. این دو همچنین چندین ویدیو (که در یوتیوب یافت می‌شود) برای تلویزیون رنگارنگ، برنامه اصلی موسیقی ایرانی، مانند «فغان فغان»، «گونگه شوه یار»، «علیشیر خدا» و «دلکام» فیلمبرداری کردند. از آهنگ‌های به یاد ماندنی استودیویی این دوره می‌توان به «شبگرد» که از دل شکسته می‌گوید و «علیشیر خدا» که حکایت از عشق به معنویت دارد، نام برد. او در «شبگرد» با زدن نت‌هایی که برای اکثر خوانندگان سخت تلقی می‌شود و با ارائه آسان آن نت‌ها، استانداردهای واقعی خود را به نمایش گذاشت.
با وقوع انقلاب ایران، نعیم به ایالات متحده نقل مکان کرد و در آنجا به کار خود در شهر لس آنجلس ادامه داد. در آن زمان با آهنگسازان/تنظیم‌کننده‌هایی چون حسن شماعی‌زاده، منوچهر چشم‌آذر، آندرانیک و نوید نحوی شروع به کار کرد. نتیجه این همکاری‌ها را می‌توانید بر روی نوار آشنا بشنوید، که به طور گسترده به عنوان یکی از بهترین آلبوم‌های افغان/فارسی در تمام دوران شناخته می‌شود. تنظیم‌های شاداب و آواز فوق العاده هنرمندی را به نمایش گذاشت. پس از انتشار آشنه ، نعیم به سراسر ایالات متحده سفر کرد و برای هزاران خانواده افغان و ایرانی که به دلیل آشفتگی سیاسی در کشورهای خود به ایالات متحده مهاجرت کرده بودند، آواز خواند. او تنها خواننده افغانی بود که در دهه ۱۹۸۰ خانواده‌ها را سرگرم می‌کرد، اکثریت قریب به اتفاق خوانندگان دیگر هنوز در افغانستان بودند و تحت رژیم کمونیستی آواز می خواندند.
در طول دهه ۸۰، او چندین نوار برای جامعه افغانستان منتشر کرد، از جمله شاهخای بیشکستا در سال ۱۹۸۴ که توسط همایون جان، صاحب رستوران زازو در اوکلند، کالیفرنیا تهیه شده بود. از دیگر نوارهای منتشر شده می‌توان به اشک آسمان، مطاب و ستایشگر اشاره کرد.